# Diana Kaarina
Diana Kaarina (nacida el 17 de marzo de 1975, en Canadá) es una actriz de voz canadiense, artista, cantante, bailarín y maestro basado en Vancouver, la Columbia Británica. Es conocida por el papel de Barbie en varias películas animadas de Barbie', en 2010, sustituyendo como actriz de voz a Kelly Sheridan. Kaarina recientemente ha hecho un cast para el papel de Blaze Aria en la película de animación My Little Pony: Equestria Girls – Rainbow Rocks.

## Carrera
Kaarina nació en Vancouver y se crio en Richmond. Se inició en el Theatre Under The Stars ' en Stanley Park y ha actuado en producciones canadienses y en Broadway, de numerosas comedias musicales, incluyendo Anne of Green Gables – The Musical,  El fantasma de la ópera,  Les Misérables, y  Alquiler.
En 2010, Kaarina fue seleccionado para el papel de Barbie en  Barbie: un cuento de hadas de moda, actriz habitual sustituyendo Kelly Sheridan para varias películas de la serie de Barbie, antes de que Sheridan reasumiera el papel en 2012.
Kaarina también ha realizado locuciones para varios anuncios de radio y anuncios de servicio público.

## Filmografía

### Animación
- Barbie: a un Camping iremos (corto) - Barbie

- Barbie: un cuento de hadas de moda - Barbie

- Barbie: un secreto de hadas - Barbie

- Barbie: una Navidad perfecta - Barbie

- Barbie: Princess Charm School - Blair los sauces

- Dinosaur Train - Tricia

- Battlers poca experimentan - Rika

- My Little Pony: Equestria Girls - Rainbow Rocks - Aria Blaze

- Ranma ½: gran problema en Nekonron, China - Lychee

- SheZow - Kelly Hamdon

### Teatro
- Anne of Green Gables – el Musical - Anne Shirley

- Les Misérables - Eponine

- La maravillosa Wonderettes - Suzy

- El fantasma de la ópera - Meg Giry

- Alquiler - Mimi Márquez, Maureen Johnson (oscilación)

- Millie completamente moderna - Millie Dillmount, Miss Dorothy Brown